# Taulabé (ort)
Taulabé är en ort i Honduras.   Den ligger i departementet Departamento de Comayagua, i den västra delen av landet, 110 km nordväst om huvudstaden Tegucigalpa. Taulabé ligger 571 meter över havet och antalet invånare är 4 660.
Terrängen runt Taulabé är kuperad åt sydväst, men åt nordost är den bergig. Taulabé ligger nere i en dal. Runt Taulabé är det ganska tätbefolkat, med 80 invånare per kvadratkilometer. Närmaste större samhälle är Siguatepeque, 18,1 km sydost om Taulabé.  